# Ferenc Lőrincz (Eisschnellläufer)
Ferenc Lőrincz (* 17. September 1932 in Budapest, Königreich Ungarn) ist ein ehemaliger ungarischer Eisschnellläufer.

## Werdegang
Ferenc Lőrincz war im Laufe der Jahre Mitglied mehrere Sportvereine, von 1946 bis 1948 bei BKE (Budapesti Korcsolyázó Egylet), 1949–1950 bei NIM SE (Nehézipari Minisztérium Sport Egyesület), 1951–1952 bei BHSE (Budapesti Honvéd Sport Egyesület) und ab 1953 bei Bp. Kinizsi (Budapesti Kinizsi Sport Egyesület). Er wurde im Jahr 1949 ungarischer Juniorenmeister über 1500 m und nahm von 1950 bis 1957 an internationalen Wettbewerben teil. Dabei lief er in der Saison 1949/50 bei der Mehrkampfeuropameisterschaft 1950 in Helsinki auf den 11. Platz und bei der Mehrkampfweltmeisterschaft 1950 in Eskilstuna auf den 28. Rang im Großen Vierkampf. Nach Platz 17 im Großen Vierkampf bei der Mehrkampfeuropameisterschaft 1952 in Östersund zu Beginn der Saison 1951/52, belegte er in Oslo bei seiner einzigen Teilnahme an Olympischen Winterspielen, wobei er Fahnenträger bei der Eröffnungsfeier war, den 28. Platz über 500 m, den 21. Rang über 5000 m sowie den zehnten Platz über 1500 m und bei der folgenden Mehrkampfweltmeisterschaft 1952 in Hamar den 21. Platz im Großen Vierkampf. In den folgenden Jahren kam er bei der Mehrkampfeuropameisterschaft 1953 in Hamar den 20. Platz, bei der Mehrkampfweltmeisterschaft 1953 in Helsinki auf den 21. Rang und bei der Mehrkampfweltmeisterschaft 1955 in Moskau auf den 34. Platz im Großen Vierkampf. Seine beste Platzierung bei ungarischen Mehrkampfmeisterschaften erreichte er in den Jahren 1950, 1951, 1952, 1953, 1954 und 1955 mit dem zweiten Platz.

## Erfolge

### Olympische Spiele
- 1952 Oslo: 10. Platz 1500 m, 21. Platz 5000 m, 28. Platz 500 m

### Mehrkampf-Weltmeisterschaften
- 1950 Eskilstuna: 28. Platz Großer Vierkampf
- 1952 Hamar: 21. Platz Großer Vierkampf
- 1953 Helsinki: 21. Platz Großer Vierkampf
- 1955 Moskau: 34. Platz Großer Vierkampf

### Mehrkampf-Europameisterschaften
- 1950 Helsinki: 11. Platz Großer Vierkampf
- 1952 Östersund: 17. Platz Großer Vierkampf
- 1953 Hamar: 20. Platz Großer Vierkampf

## Persönliche Bestleistungen
| Disziplin | Zeit        | Datum            | Ort    |
| --------- | ----------- | ---------------- | ------ |
| 500 m     | 44,6 s      | 10. Januar 1955  | Almaty |
| 1000 m    | 1:31,0 min  | 12. Januar 1955  | Almaty |
| 1500 m    | 2:23,7 min  | 18. Februar 1952 | Oslo   |
| 3000 m    | 4:58,9 min  | 12. Januar 1955  | Almaty |
| 5000 m    | 8:37,0 min  | 10. Januar 1955  | Almaty |
| 10.000 m  | 17:29,9 min | 10. Januar 1955  | Almaty |